# Sajad Esteki
Sajad Esteki (* 23. April 1990 in Isfahan, Iran) ist ein iranischer Handballspieler. Seine Körpergröße beträgt 1,90 m.
Esteki, der als erster Iraner in der deutschen Handball-Bundesliga spielte, kann auf allen Positionen im Rückraum eingesetzt werden, meistens spielt er links.
Im August 2015 wechselte Esteki vom iranischen Erstligisten Samen-e-Sabzevar zum deutschen Bundesligisten TVB 1898 Stuttgart. In zwölf Bundesligaspielen erzielte der Iraner elf Tore, bevor der Verein im Dezember 2015 die vorzeitige Auflösung seines Vertrags mit sofortiger Wirkung bekannt gab.
Anschließend lief Esteki für den katarischen Verein al-Gharafa auf. Seit dem Sommer 2016 spielt Esteki gemeinsam mit seinem älteren Bruder Allahkaram bei Dinamo Bukarest. Mit Dinamo gewann er 2017 und 2018 die rumänische Meisterschaft. Im Sommer 2018 wechselte Sajad Esteki gemeinsam mit seinem Bruder Allahkaram zu CSM Bukarest. Ein Jahr später wechselte er zum französischen Zweitligisten Cesson-Rennes Métropole HB. 2020 stieg Esteki mit Cesson-Rennes Métropole HB in die höchste französische Spielklasse auf.
Esteki hat 63 Länderspiele für die iranische Nationalmannschaft bestritten und nahm mit dieser an der Weltmeisterschaft 2015 teil. Mit 21 Treffern war er in diesem Turnier bester Werfer auf seiner Position im linken Rückraum. In der Qualifikation für die Olympischen Sommerspiele 2016 scheiterte er mit dem Iran beim Asiatischen Qualifikationsturnier im Finale an Katar. Bei den Asienspielen 2010 holte er mit dem Iran die Silbermedaille und bei der Asienmeisterschaft 2014 die Bronzemedaille. Bei der U-21-Weltmeisterschaft 2011 war Esteki mit 84 Toren erfolgreichster Werfer, ebenso bei der U-19-Weltmeisterschaft 2009 mit 65 Toren.